# Ivan Dziuba
Ivan Dziuba (26 de julho de 1931, Oblast de Donetsk, Ucrânia - 22 de fevereiro de 2022, Kyiv, Ucrânia) foi um escritor e político ucraniano.